# Ragnar Lindqvist
Ragnar Henrik Lindqvist, född 18 oktober 1889 i Stockholm, död 1 mars 1964 i Stockholm, var en svensk väg- och vattenbyggare.
Ragnar Lindqvist var son till direktören Johan August Maurits Lindqvist. Efter mogenhetsexamen i Stockholm 1907 utexaminerade han från Tekniska högskolan 1912. Efter olika anställningar bland annat i järnvägstjänst, var Lindqvist knuten till H. Kreügers och Otto Lintons ingenjörsbyrå för brobyggnader 1917–1918, blev byråingenjör vid Vattenfallsstyrelsens byggnadsbyrå 1919 och tillförordnad förste byråingenjör 1920 samt var tillförordnad byrådirektör där 1926–1930. Då frågan om Vänerns reglering togs upp 1926, ledde Lindqvist undersökningarna som avslutades 1930. 1932 blev han teknologie doktor och docent i vattenkraftteknik och vattenregleringar vid Tekniska högskolan. Han var 1932–1942 byggnadschef i Jönköping och 1942–1946 chef för Arméns fortifikationsförvaltnings byggnadskontor i Stockholm. Han förordnades 1946 till byggnadschef hos Byggnadsstyrelsen samt ledamot och chef för byggnadsbyrån. Från 1946 var han även ledamot av Statens kommitté för byggnadsforskning. 1932–1942 var han VD i Jönköpings flyg AB. Lindqvist var ledamot av Svenska aeroklubbens styrelse 1936–1946 och av dess verkställande utskott till 1942. Han var ledamot av ett flertal statliga kommittéer samt bolags- och föreningsstyrelser. Bland Lindqvists skrifter märks Vänermagasinets utnyttjande efter genomförd reglering (1926), A treatise on reliable predictions of water conditions (doktorsavhandling, 1932) och Jönköpings avloppsvatten och dess rening (1941).